# ال کاپیتان (فیلم)
«ال کاپیتان» (انگلیسی: El Capitan (film)) یک فیلم است که در سال ۱۹۷۸ منتشر شد.